# Ptilostemon tauricola
Ptilostemon tauricola là một loài thực vật có hoa trong họ Cúc. Loài này được (Boiss. & Hausskn.) Greuter miêu tả khoa học đầu tiên năm 1973.